# Prohibido quererme (canción)
«Prohibido quererme» es el tema que marca el regreso, después de 7 años, del grupo mexicano OV7 conformado por Ari, Lidia, M'Balia, Erika, Mariana y Oscar. 'Prohibido quererme' es el primer sencillo de su álbum Primera fila: OV7 siguiendo en el mismo estilo que hiciera famoso a este grupo: pop bailable. La canción fue presentada a las radios el 2 de agosto de 2010.

## Información de la canción
M'balia relata: "La primera vez que la escuchamos nos gustó mucho, pero nunca la vimos así, como la canción con la cual regresaríamos y con la cual arrancaríamos. Sí, definitivamente quedó entre las elegidas para incluir en el disco como inédita y de hecho era una de las tres favoritas... de todo el material que escuchamos, sí estaba entre las canciones que más nos gustaron... se hizo el arreglo de la canción... distribuimos las voces, montamos el coro, hicimos el ensamble y la verdad es que la canción nos quedó de plano como para envolver, fue una canción que en todo momento cuando la pasabamos en los ensayos, cuando la tocábamos con los músicos, daba ganas de repetirla; era una canción que queríamos escuchar y volver a escuchar y nos ponía muy de buenas; y fue precisamente en ese momento que nos quedó clarísimo que era la canción con la que queríamos regresar y que fuera el primer sencillo".
"Prohibido quererme" es muestra del sólido regreso de la agrupación y de uno de los tres temas inéditos que forman parte del concierto 'Primera fila' que grabaron el 21 de julio de 2010 compuesto por el autor peruano Gianmarco. La canción rápidamente se colocó en los primeros lugares de popularidad en Itunes México y Youtube.

## Video musical
En el video musical se puede ver al grupo en el concierto grabado en los Studios Ajusco, en el cual ellos se encuentran distribuidos en un escenario de 360 grados acompañados en el fondo por una enorme pantalla circular de "leds", ejecutando la coreografía de la canción. El video se estrenó el 12 de agosto en televisión e internet. Este video es parte del DVD que se incluye en Primera fila: OV7.

## Trayectoria en las Listas
| Listas (2010)                        | Posiciones |
| ------------------------------------ | ---------- |
| Monitor Latino México Top 20 General | 3          |
| Monitor Latino México Top 20 Pop     | 3          |
| Itunes México                        | 1          |
| MixUp Digital                        | 1          |
| Top Show Digital 99                  | 2          |
| Oye 89.7                             | 4          |
| Metronomo 97.7                       | 1          |
| EXA FM                               | 1          |
| Los 40 Principales México            | 1          |
| Top Show Internacional               | 1          |
| Top Ten (Tv Azteca)                  | 1          |
| Los 10 Primeros (Ritmoson Latino)    | 2          |